# Emarginata tractrac
El colinegro tractrac (Emarginata tractrac) es una especie de ave paseriforme de la familia Muscicapidae endémica del África austral. Es un pájaro sedentario que vive en el suroeste de Angola, el oeste de Namibia y Sudáfrica. Su hábitat natural son las zonas de matorral áridas y semiáridas, las dunas y planicies de grava.

## Descripción

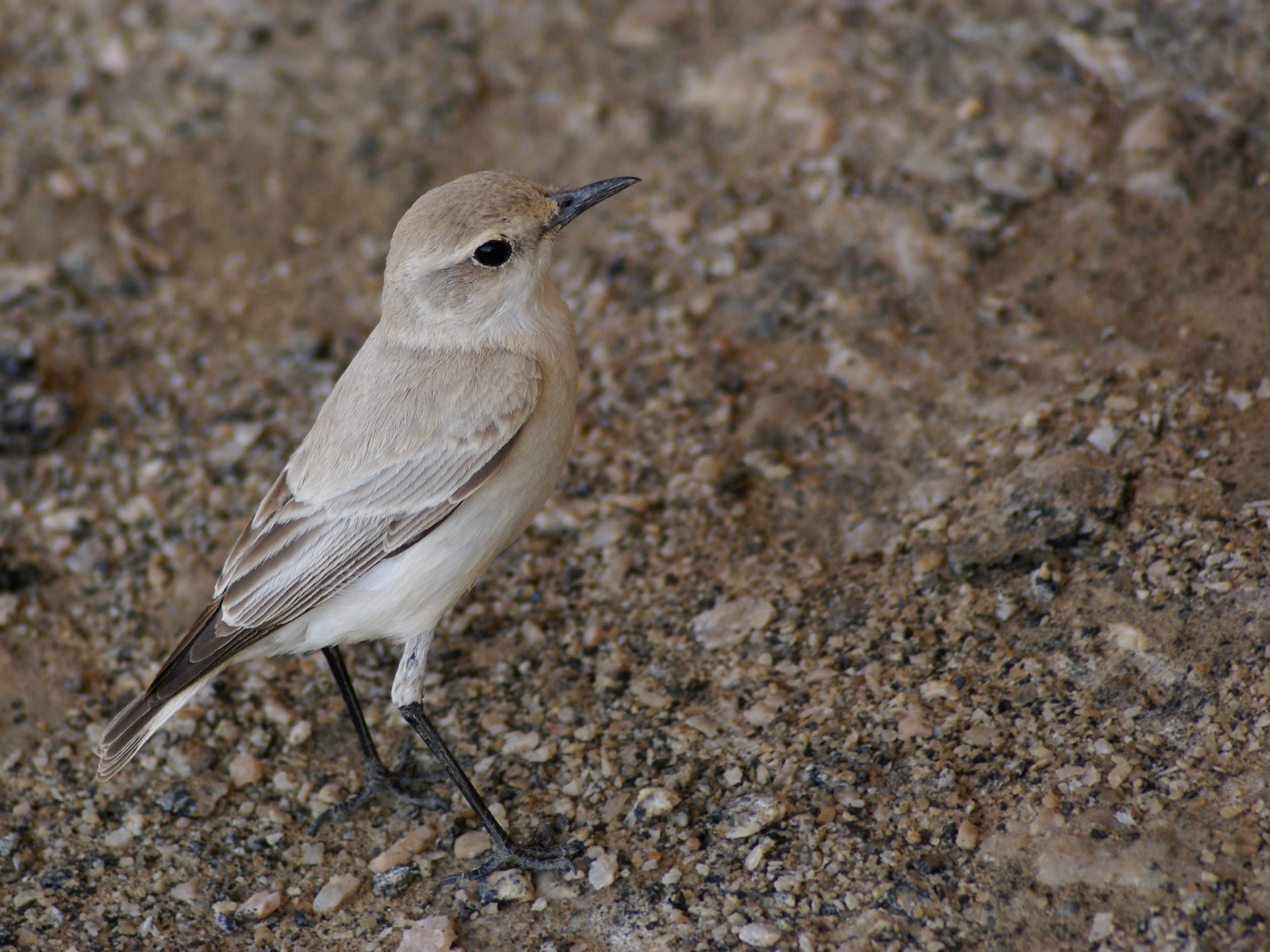
En Namib Naukluft, Namibia.

El colinegro tractrac mide entre 14–15 cm de largo, y pesa alrededor de 20 g. Su cola es blanca con una «T» invertida oscura en la parte terminal, que se parece al patrón típico de las collalbas. Su pico y patas son de color negro. Sus ojos pon oscuros. La forma del Namib que vive en las dunas y la costa tiene el plumaje de las partes superiores de tonos grises blanquecinos, con las alas grises y las marcas de la cola negruzcas. La forma del sureste, que se encuentra en las planicies de grava, tiene las partes superiores pardo grisáceas, con las plumas de vuelo negruzcas, al igual que las marcas de la cola. Las partes inferiores de ambas son blancas. Ambos sexos son similares, y los juveniles presentan cierto moteado. 
Esta especie es de menor tamaño que el colinegro del Karoo, del que además se diferencia por las plumas exteriores de la cola de este último son blancas en su totalidad. El colinegro tractrac es más claro y grisáceo que el colinegro familiar y el colinegro sudafricano, y ambos tienen el obispillo más oscuro.
El colinegro tractrac debe su nombre a su suave y rápido canto de tipo «tactac», y además presenta una llamada territorial alta.

## Taxonomía
El colinegro tractrac fue descrito y dibujado por el naturalista francés François Levaillant en el volumen 4 de su obra Histoire naturelle des oiseaux d'Afrique publicada en 1805. La primera descripción formal del colinegro formal la hizo el editor inglés John Wilkes en 1817 con el nombre binomial de Motacilla tractrac. Posteriormente fue trasladado al género Cercomela, creado por Charles Lucien Bonaparte en 1856. Finalmente fue trasladado a su actual género, Emarginata, tras un par de estudios filogenéticos publicados en 2010 y 2012 que descubrieron que Cercomela era polifilético.
Se reconocen cinco subespecies:
- E. t. hoeschi (Niethammer, 1955) – se extiende por el suroeste de Angola y el noroeste de Namibia;
- E. t. albicans (Wahlberg, 1855) – localizada en el oeste de Namibia;
- E. t. barlowi (Roberts, 1937) – presente en el sur de Namibia;
- E. t. nebulosa (Clancey, 1962) – se encuentra el suroeste de Namibia
- E. t. tractrac (Wilkes, 1817) – se encuentra en Sudáfrica.

## Comportamiento
El colinegro tractrac suele encontrarse solo o en pareja. Se alimenta de insectos que busca en el suelo, como mariposas, abejas, avispas, saltamontes y hormigas. 
Esta especie es monógama, y se une en pareja para toda la vida. El colinegro tractrac construye un nido en forma de cuenco con hierba y hojas, que sitúa en el suelo, generalmente escondido bajo los arbustos. Suele poner dos o tres huevos rojizos. 

## Estado de conservación
Es una especie común que vive en un área de distribución grande, que se estima en unos 1.000.000 km². Se cree que el tamaño de su población es grande, y no se considera que se aproxime a los criterios de amenaza de la lista roja de la UICN, como por ejemplo un declive de más del 30% en diez años o tres generaciones. Por ello, se clasifica como especie bajo preocupación menor.